# Коваленко, Григорий Борисович
Григорий Борисович Коваленко (28 августа 1953, Борщаговка, Погребыщенского района, Украинская ССР, СССР — 28 августа 2023) — российский государственный деятель. Глава администрации Нарьян-Мара (1997—2001). Заместитель председателя Совета Заполярного района 1 и 2 созывов (2006—2013). Глава муниципального образования «Рабочий поселок Искателей» (с сентября 2013 по сентябрь 2018 года).

## Биография
Родился 28 августа 1953 года в деревне Борщаговка Погребыщенского района Винницкой области УССР в семье врача. Окончил 8 классов, после поступил в Политехнический техникум в городе Мозыре на отделение «Промышленное и гражданское строительство». В 1988 году получил заочное высшее образование в городе Ухте в Ухтинском индустриальном институте по специальности — теплогазоснабжение и вентиляция. В 2001 году окончил Северо-Западную академию в городе Санкт-Петербург по специальности — менеджер по управлению персоналом.
В 1976 году приглашён работать в Ненецкий автономный округ строителем. До 1997 года на предприятии «Посжилкомсервиса» прошёл путь от плотника до руководителя. В 1997 году избран депутатом и председателем городского Совета, Главой администрации города Нарьян-Мара. В 1998 году избран депутатом Окружного Совета депутатов Ненецкого автономного округа. В 2005 году избран депутатом Совета Заполярного района первого созыва. Выдвигал свою кандидатуру на должность председателя Совета Заполярного района первого созыва в противовес кандидатуре Владимира Окладникова. По итогам тайного голосования победу одержал Владимир Окладников, набравший десять голосов из четырнадцати . Был избран заместителем председателя Совета Заполярного района первого созыва. В 2009 году вновь избран депутатом Совета Заполярного района второго созыва по спискам ВПП «Единая Россия» и заместителем председателя Совета Заполярного района. В сентябре 2013 года избран Главой муниципального образования «Рабочий поселок Искателей», занимал должность по 28 сентября 2018 года.
В феврале 2019 года Григорий Коваленко был назначен руководителем муниципального казённого учреждения «Управление городского хозяйства Нарьян-Мара». После увольнения с этой должности в связи с выходом на пенсию, против Коваленко было возбуждено три уголовных дела, которые закончились в суде административным штрафом.
Скончался 28 августа 2023 года в возрасте 70 лет.

## Семья
Был женат, воспитал двоих детей.